# 艾瑞克·蘇曼達
艾瑞克·凱爾·蘇曼達（英語：Eric Kyle Szmanda，/səˈmændə/，1975年7月24日—），出生於美國威斯康辛州的密尔沃基，是一名電視劇演員。
蘇曼達以出演CSI犯罪現場中的調查員與實驗室技師格雷格·桑德斯著稱。也曾在電視劇網和美國網路中客串出演。
艾瑞克還有一個叔叔也是演員，雷·蘇曼達，他現在在威斯康辛州地方電視台出演廣告角色，並有一個自己的電台。

## 演出作品
- 網(1998–1999)– 雅各·索瑟勒·瑞許
- CSI犯罪現場(2000-2014)–葛瑞格·桑德斯
- 道奇之城(1999) – 強尼·道奇
- 危險景點(2000) –
- 愛情磁場(2000) – 紐約大學電影系學生
- 喔 寶貝(2000) – 布倫特
- 大時代(2000) – 艾佛瑞
- 佐、鄧肯、傑克與珍(2000) – 麥克斯
- 一百個女孩(2000) – 山姆/電腦天才
- 真愛黑膠(2000) – 比利·湯普森
- 辣媽連線(2000) – 居住於隧道的流浪漢
- 警察部門(2001) – 馬克
- 三姊妹(2001) – 戴夫
- 雪夜奇蹟(2005) – 路克
- 小雅典(2005) – 德瑞克
- 恐怖陰影(2012) – 多米尼克·利瑞